# دای مجستی
دای مجستی (به انگلیسی: Thy Majestie) یک گروه سمفونیک پاور متال ایتالیایی است که در سال ۱۹۹۸ در پالرمو شکل گرفت. موضوع اشعار این گروه رویدادهای تاریخی و نبردهای حماسی است. گروه دای مجستی تا سال ۲۰۱۲ دو آلبوم دمو، یک آلبوم EP و ۴ آلبوم استودیویی منتشر کرده‌است. پنجمین آلبوم استودیویی آن‌ها با عنوان شی‌هوانگ‌دی که به زندگی چین شی هوانگ، امپراتور چین می‌پردازد در ۲۵ سپتامبر ۲۰۱۲ منتشر شد.

## تاریخچه
گروه دای مجستی در سال ۱۹۹۸ توسط نوازندهٔ کیبوردی به نام جوزپه بوندی و درامری به نام کلودیو دیپریما بنیان نهاده شد. این دو نفر پیشر با یکدیگر در یک گروه پاور متال که به بازاجرای کارهای دیگر گروه‌ها می‌پرداخت همکاری داشتند اما اینک خواهان ساخت موسیقی خود بودند. آن‌ها سپس به جستجوی دیگر موسیقی‌دانانی پرداختند که بتوانند با آن‌ها هنکاری کنند و در نهایت موریتزیو مالتا (گیتار)، جووانی سانتینی (گیتار)، میکله کریستوفالو (گیتار بیس) و داریو گریلو (خواننده) به آنان پیوستند. نخستین دموی گروه با عنوان شکوه جاودانی در مارس ۱۹۹۹ ضبط و در همان سال عرضه شد. در اوت همان سال شرکت ضبط موسیقی اسکارلت رکوردز قراردادی را با گروه دای مجستی امضا نمود و گروه آمادهٔ ضبط نخستین آلبوم استودیویی خود شد.
نخستین آلبوم دای مجستی با عنوان قدرت ماندگار در سال ۲۰۰۰ عرضه شد و آنان کار ضبط دومین دموی خود با عنوان ۱۰۶۶ را در ژوئیهٔ ۲۰۰۱ به پایان بردند. در مارس ۲۰۰۲ آن‌ها کار ضبط دومین آلبوم استودیویی خود با نام هیستینگر ۱۰۶۶ را آغاز کردند. این آلبوم که یک آلبوم مفهومی بود وقایع نبرد هیستینگز را که در سال ۱۰۶۶ روی داده بود پوشش می‌داد. کار ضبط این آلبوم در مهٔ ۲۰۰۲ به پایان رسید و در ۳۰ سپتامبر همان سال عرضه شد. در نوامبر ۲۰۰۳، داریو گریلو، خوانندهٔ گروه از دای مجستی جدا شد و جولیو دی گرگوریو به عنوان خوانندهٔ جدید به گروه پیوست. پس از آن گروه کار بر روی سومین آلبوم خود را که ژان دارک نام گرفته بود را در سپتامبر ۲۰۰۴ آغاز نمود که کار ضبط آن تا ژوئن ۲۰۰۵ به طول انجامید.
در سال ۲۰۰۶ جولیو دی گرگوریو از دای مجستی جدا شد و داریو گریلو بار دیگر به گروه پیوست. با وجود این او و جووانی سانتینی در سال ۲۰۰۷ و یک ماه پیش از فستیوال فیر دارک از گروه جدا شدند و داریو کاشو به عنوان خواننده و سیمونه کامپیونه به عنوان نوازندهٔ گیتار به دای مجستی پیوستند. همچنین در این سال جوزپه بوندی نیز گروه را ترک کرد و نوازندهٔ کیبرد جدیدی به نام والریو کاستورینو به گروه پیوست. چهارمین آلبوم استودیویی گروه با عنوان طلوع در سپتامبر ۲۰۰۸ آماده و توسط دارک بلنس رکوردز عرضه شد. همچنین در این سال موریتزیو مالتا نیز گروه را ترک کرد.
در سال ۲۰۰۹ والریو کاستورینو بنا به دلایلی شخصی از دای مجستی جدا و جوزپه کاروبا به عنوان نوازندهٔ جدید کیبرد جانشین او شد. همچنین با جدایی داریو کاشو در سال ۲۰۱۰ خوانندهٔ جدیدی به نام آلسیو تائورمینا به گروه پیوست و پنجمین آلبوم استودیوی گروه با صدای او ضبط شد. این آلبوم مفهومی که شی‌هوانگ‌دی نام دارد و به زندگی چین شی هوانگ، نخستین امپراتور چین می‌پردازد در ۲۵ سپتامبر ۲۰۱۲ توسط اسکارلت رکوردز منتشر شد.

## اعضا
اعضای کنونی
- آلسیو تائورمینا: خواننده (۲۰۱۰ تاکنون)
- کلودیو دیپریما: درامز (۱۹۹۸ تاکنون)
- داریو دالساندرو: گیتار بیس (۱۹۹۹ تاکنون)
- سیمونه کامپیونه: گیتار، همخوان (۲۹۹۷ تاکنون)
- جوزپه کاروبا: کیبورد (۲۰۰۹ تاکنون)

اعضای پیشین
- میکله کریستوفالو: گیتار بیس (۱۹۹۸-۱۹۹۹)
- جووانی سانتینی: گیتار (۱۹۹۸-۲۰۰۷)
- موریتزیو مالتا: گیتار (۱۹۹۸-۲۰۰۸)
- جوزپه بوندی: کیبرد (۱۹۹۸-۲۰۰۷)
- داریو گریلو: خواننده (۱۹۹۸-۲۰۰۳ و ۲۰۰۶-۲۰۰۷)
- گابریله گریلی: خواننده (۲۰۰۳-۲۰۰۴)
- جولیو دی گرگوریو: خواننده (۲۰۰۴-۲۰۰۶)
- والریو کاستورینو: کیبرد (۲۰۰۷-۲۰۰۹)
- داریو کاشو: خواننده (۲۰۰۷-۲۰۱۰)

## آلبوم‌ها
دموها
- ۱۹۹۹ - شکوه جاودانی با خوانندگی داریو گریلو [۴]
- ۲۰۰۱ – ۱۰۶۶ با خوانندگی داریو گریلو [۵]

آلبوم‌های چندآهنگه
- ۲۰۰۳ – پژواک‌های جنگ با خوانندگی داریو گریلو [۶]

آلبوم‌های استودیویی
- ۲۰۰۰ – قدرت ماندگار با خوانندگی داریو گریلو [۷]
- ۲۰۰۲ – هیستینگر ۱۰۶۶ با خوانندگی داریو گریلو [۸]
- ۲۰۰۵ – ژان دارک با خوانندگی جولیو دی گرگوریو [۹]
- ۲۰۰۸ – طلوع با خوانندگی داریو کاشو [۱۰]
- ۲۰۱۲ – شی‌هوانگ‌دی با خوانندگی آلسیو تائورمینا [۲]